# Ophrys scolopax
 Ophrys scolopax scolopax  Cav. es una subespecie de orquídeas monopodial y terrestre de la subtribu Orchidinae de la  familia (Orchidaceae) del género Ophrys. Comúnmente son llamadas orquídeas perdiz u orquídeas becada.
Etimología
Ver: Ophrys, Etimología

## Sinonimia
- Arachnites speculum Tod. (1842)
- Ophrys holoserica ssp. scolopax (Cav.) H. Sund. (1975)
- Ophrys fuciflora ssp. scolopax (Cav.) H. Sund. (1980)

## Hábitat
Esta especie de hábitos terrestres  monopodial  se distribuye por el  Mediterráneo (península ibérica, sur de Francia, y Córcega, Italia) en las Arribes del Duero salmantinas, en Hungría y el sur del Cáucaso. Habita en prados, garrigas, arbustos y bosques. Alcanzan una altura de 25 a 30 cm.

## Descripción
Durante el verano estas orquídeas están durmientes como un bulbo subterráneo tubérculo, que sirve como una reserva de comida. Al final del verano-otoño desarrolla una roseta de hojas. También un nuevo tubérculo empieza a desarrollarse y madura hasta la siguiente primavera, el viejo tubérculo muere lentamente. En la próxima primavera el tallo floral empieza a desarrollarse, y durante la floración las hojas ya comienzan a marchitarse.
La mayoría de las orquídeas Ophrys dependen de un hongo simbionte, debido a esto desarrollan solo un par de pequeñas hojas alternas. No pueden ser trasplantadas debido a esta simbiosis. Las pequeñas hojas basales forman una roseta pegadas a ras de suelo. Son oblongo-lanceoladas redondeadas sin identaciones tienen un color verde azulado. Se desarrollan en otoño y pueden sobrevivir las heladas del invierno.
La Ophrys scolopax es una orquídea terrestre que tiene un tubérculo subterráneo, globular, y pequeño del cual sale el tallo floral erecto sencillo y sin ramificaciones de unos 30 cm. Las flores poseen un labelo de gran tamaño. El labelo es trilobulado marrón oscuro, con lóbulo central aterciopelado, ovalado, alargado y abombado. El lóbulo central posee un apéndice triangular amarillento. El labelo de unos 13 a 18 mm de longitud tiene tres lóbulos con los dos laterales triangulares  que están vueltos ligeramente  hacia adelante con unos pelos finos y sedosos imitando elitros de insecto. El lóbulo intermedio es glabro y más grande que los laterales en el que la zona especular es de color azul cobalto con el borde blanquecino.
Esta variedad tiene dos sépalos laterales iguales en tamaño el tercero se vuelve un poco hacia adelante. Los tres sépalos de unos 7 mm de longitud y un color uniforme lila. Los pétalos más internos son bastante más pequeños que los sépalos, estrechos y  afilados ( imitan las antenas de un insecto), pero del mismo color lila que los sépalos, y hacen un gran contraste con los tonos oscuros del labelo.  De dos a diez flores se desarrollan en el tallo floral con hojas basales. Las flores son únicas, no solo por su inusual belleza, gradación de color y formas excepcionales, sino también por la ingenuidad con la que atraen a los insectos. Su labelo imita en este caso al abdomen de una abeja. Esta especie es muy variable en sus dibujos y gradación de color. Florecen de mediados de marzo a abril.

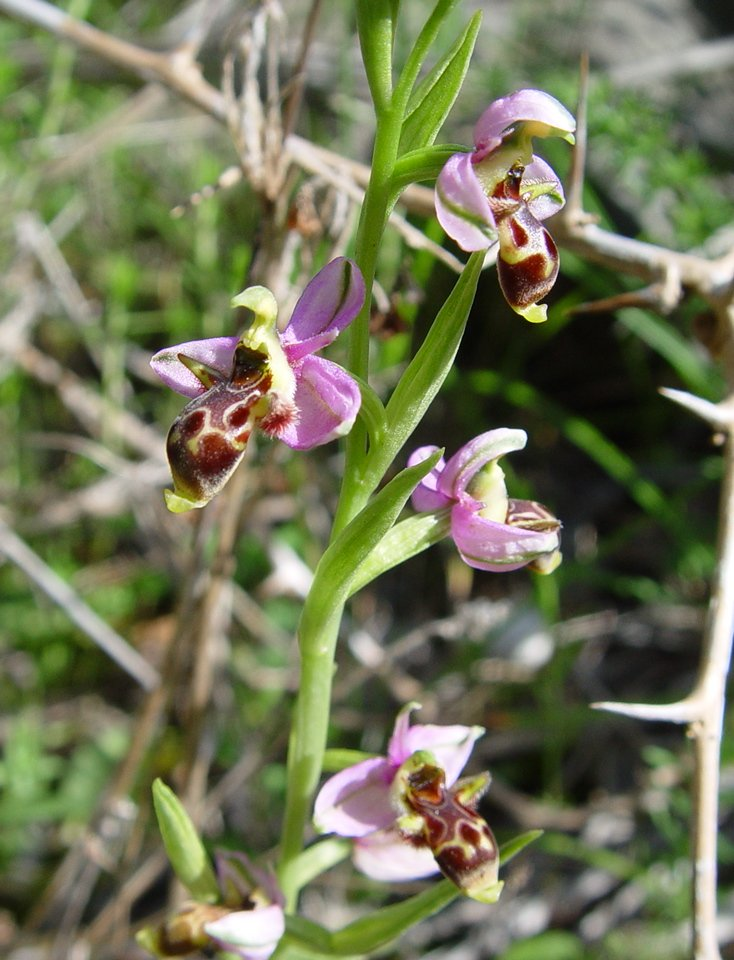
Ophrys scolopax scolopax, tallo floral, del Algarve (Portugal).

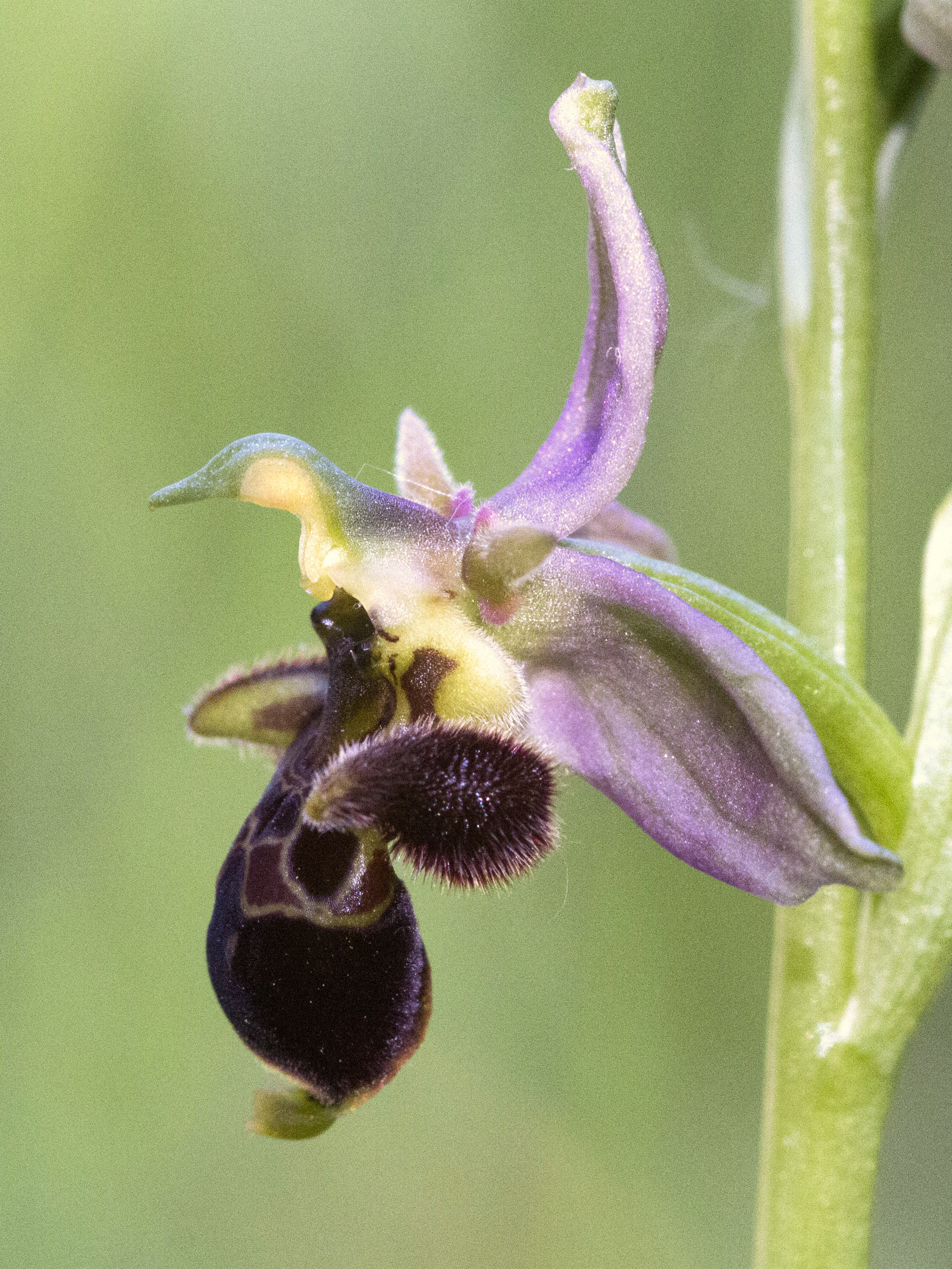
Ophrys scolopax - MHNT

Esta sugestión visual sirve como reclamo íntimo. Esta polinización mímica está acrecentada al producir además la fragancia de la hembra del insecto en celo. Estas feromonas hacen que el insecto se acerque a investigar. Esto ocurre solamente en el periodo determinado en el que los machos están en celo y las hembras no han copulado aún. El insecto está tan excitado que  empieza a copular con la flor. Esto se denomina "pseudocopulation", la firmeza, la suavidad, y los pelos aterciopelados del labelo, son los mayores incentivos, para que el insecto se introduzca en la flor. Las polinia se adhieren a la cabeza o al abdomen del insecto. Cuando vuelve a visitar otra flor los polinya golpean el estigma. Los filamentos de los polinia durante el transporte cambian de posición de tal manera que los céreos granos de polen puedan golpear al estigma, tal es el grado de refinamiento de la reproducción. Si los filamentos no toman la nueva posición los polinia podrían no haber fecundado la nueva orquídea.
Cada orquídea tiene su propio insecto polinizador y depende completamente de esta especie polinizadora para su supervivencia. Lo que es más los machos embaucados es probable que no vuelvan o incluso que ignoren plantas de la misma especie. Por todo esto solamente cerca del 10 % de la población de Ophrys llega a ser polinizada. Esto es suficiente para preservar la población de Ophrys, si se tienen en cuenta que cada flor fertilizada  produce 12,000 diminutas semillas.

## Subespecies
- - Ophrys scolopax ssp. cornuta : Orquídea cornuda (Hungría a Turquía).
  - Ophrys scolopax ssp. heldreichii (Grecia a SW. Turquía, Chipre)
  - Ophrys scolopax ssp. scolopax (Medit. a Caucaso)

## Híbridos naturales deOphrys scolopax
- Ophrys × aghemanii (O. scolopax subsp. cornuta × O. turcomanica) (Irán).
- Ophrys × anomala (O. maxima × O. scolopax ssp. heldreichii) (Creta)
- Ophrys × bastianii (O. magniflora × O. scolopax ssp. scolopax) (Europa)
- Ophrys × bergonii (O. saratoi × O. scolopax ssp. scolopax) (Europa)
- Ophrys × bernardii (O. aveyronensis × O. scolopax ssp. scolopax) (Europa)
- Ophrys × carpinensis (O. biscutella × O. scolopax ssp. cornuta) (Italia).
- Ophrys × composita (O. scolopax × O. tenthredinifera) (Francia)
- Ophrys × delphinensis (O. argolica × O. scolopax ssp. cornuta) (S. Grecia).
- Ophrys × duvigneaudiana (O. araneola × O. scolopax ssp. scolopax) (Francia)
- Ophrys × kohlmuellerorum (O. scolopax ssp. scolopax × O. sulcata) (Francia)
- Ophrys × minuticauda (O. apifera × O. scolopax) (Francia, Cerdeña).
  - Ophrys × minuticauda nothosubsp. donorensis (O. apifera × O. scolopax ssp. conradiae) (Cerdeña).
  - Ophrys × minuticauda nothosubsp. minuticauda (Francia)
  - Ophrys montserratensis nothosubsp. neoruppertii (O. bertolonii × O. scolopax) (Francia).
- Ophrys × nelsonii (O. insectifera × O. scolopax) (Francia).
- Ophrys × neorupperti (O. aurelia × O. scolopax ssp. scolopax) (Francia)
- Ophrys × olbiensis (O. bombyliflora × O. scolopax) (Francia).
- Ophrys × peltieri (O. scolopax × O. tenthredinifera) (N. África).
- Ophrys × philippei (O. scolopax × O. sphegodes) (S. Europa).
- Ophrys × regis-minois (O. cretica × O. scolopax ssp. heldreichii) (Creta)
- Ophrys × samuelii (O. drumana × O. scolopax ssp. scolopax) (Francia)
- Ophrys × vicina (O. holosericea × O. scolopax) (Francia, SW. Cerdeña).
  - Ophrys × vicina nothosubsp. corriasiana (O. holosericea ssp. chestermanii × O. scolopax ssp. conradiae) (SW. Cerdeña)